# كهف كريستال (حديقة سيكويا الوطنية)
كهف كريستال (بالإنجليزية: Crystal Cave)‏؛ هو كهف يقع في مقاطعة تولير في الولايات المتحدة. اكتشف في عام 1918. وهو أحد الحدائق العامة في ولاية كاليفورنيا.

## السياحة
يعد «كهف كريستال» أحد مواقع الجذب السياحي في مقاطعة تولير في ولاية كاليفورنيا الأمريكية.